# جون بيركنز (سياسي)
جون بيركنز (بالإنجليزية: John Perkins)‏ هو صحفي وسياسي أسترالي، ولد في 18 مايو 1878 في أستراليا، وتوفي في 13 يوليو 1954 في أستراليا. حزبياً، نشط في Nationalist Party (Australia) ‏. وقد انتخب عضو مجلس النواب الأسترالي عن دائرة Division of Eden-Monaro ‏ (19 ديسمبر 1931 – 21 أغسطس 1943) وانتخب عضو الجمعية التشريعية نيو ساوث ويلز وانتخب عضو مجلس النواب الأسترالي عن دائرة Division of Eden-Monaro ‏ (6 مارس 1926 – 12 ديسمبر 1929).